# Черна яйцеядна змия
Черните яйцеядни змии (Dasypeltis atra) са вид влечуги от семейство Смокообразни (Colubridae).
Разпространени са в източната част на Африка.
Таксонът е описан за пръв път от германския херпетолог Рихард Щернфелд през 1912 година.